# Barbus martorelli
Barbus martorelli és una espècie de peix cipriniforme de la família dels ciprínids.

## Morfologia
Els mascles poden assolir els 9,8 cm de longitud total.

## Distribució geogràfica
Es troba al Camerun i Guinea Equatorial.